# Celibaat

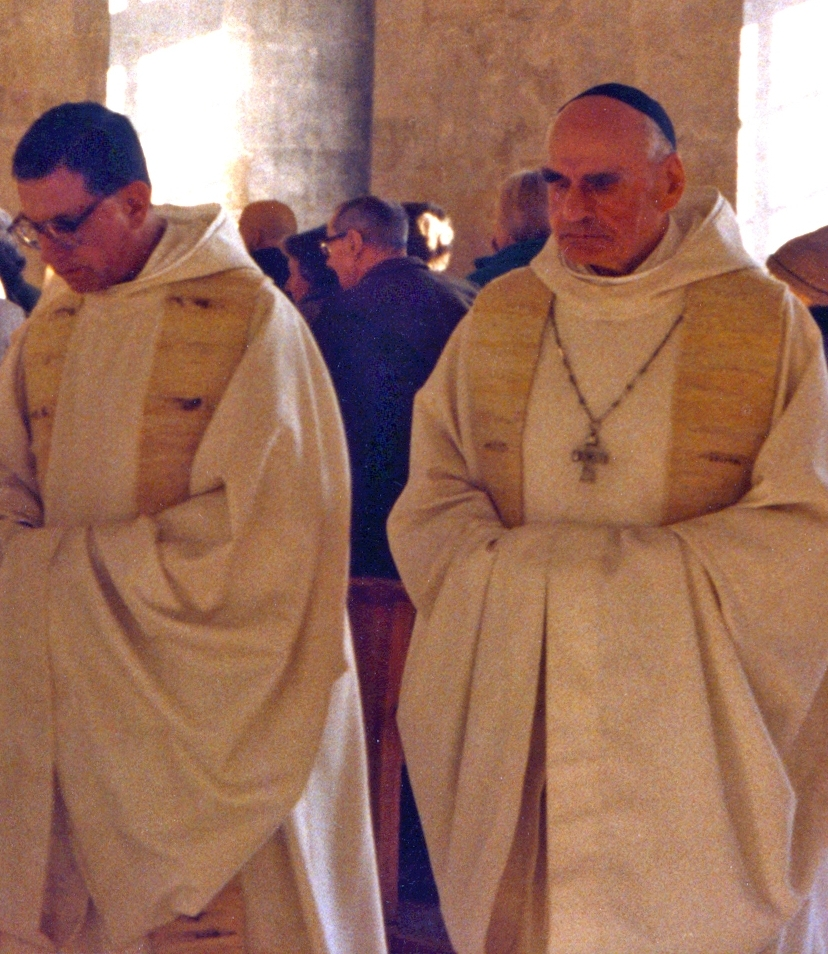
Katholieke priesters leven celibatair

Celibaat (van het Latijn caelebs of coelebs = ongehuwd) is de term voor de bewuste keuze ongehuwd te blijven, in het bijzonder verwijzend naar geestelijken, maar ook toepasselijk voor andere gelovigen.
Iemand die leeft naar het celibaat, leeft celibatair. Omdat in veel kerken seksuele handelingen enkel binnen het huwelijk toegelaten zijn, houdt het celibaat binnen die kerken dus volledige seksuele onthouding in.
In de religieuze geschiedenis van de mensheid bestaat het celibaat, met allerlei nuances, tot op de dag van vandaag, binnen de praktijk van wereldgodsdiensten als het hindoeïsme, het boeddhisme, het taoïsme en het christendom.

## Celibaat binnen het christendom
Zoals te lezen valt in de brieven van de apostelen, met name in de eerste brief van Paulus aan de Korintiërs 7:8-9, moedigde de apostel Paulus de celibataire levenshouding onder mannelijke gelovigen aan, ter wille van God, en om zich geheel te kunnen richten op het prediken van Christus en Zijn kruisdood. Tegelijkertijd begreep hij dat niet elke gelovige man het aankon zonder vrouw te leven. Een uitspraak van hem hieromtrent luidt: "Het is beter te trouwen dan van begeerte te branden." Tevens sprak Jezus over "eunuchen" vanwege het Koninkrijk der Hemelen (Mt 19:12). Het christelijk celibaat kreeg daarmee een doel en werd zo symbool van de waarde van het Koninkrijk van God.

### Celibaat binnen de Latijnse Kerk
Voor het priesterschap in de Katholieke Kerk volgens de westerse of Latijnse ritus, zoals bij de Rooms-Katholieke kerk, is het celibaat een onderdeel van de roeping, net zoals voor intrede in een kloosterorde. Het idee is dat, doordat een persoon zich niet aan een aardse persoon bindt, een dichtere binding en een betere wijding van het leven aan God kan worden bereikt. 
De vereiste van het celibaat werd voor het eerst als wetgeving vermeld in de Synode van Elvira in 306 (canon 33). Verschillende concilies in het Westen hebben deze wetgeving overgenomen. Onder paus Leo I (440-461) en paus Gregorius de Grote (590-604) werd de celibaatsplicht geïntroduceerd, nu ook voor subdiakens. Andere bronnen vermelden Paus Marcellus I (? - 309) als de eerste wetgever van het celibaat voor de wereldwijde Kerk. Op de rooms-katholieke synode in Mainz maakte paus Gregorius VII in 1075 bekend dat hij het celibaat instelde voor priesters en ook voor lagere geestelijken als diakens. Als kerkelijke wet voor alle katholieke geestelijken is de celibaatsverplichting opgelegd tijdens het Eerste Lateraans Concilie in 1123. Een van de redenen is de mogelijkheid voor de priester, niet gehinderd door familiale beslommeringen, zich volledig te wijden aan de kerkgemeenschap en het offer. Het celibaat wordt ook begrepen als een teken van solidariteit met alleenstaanden en als verwijzing naar Jezus, die volgens de katholieke traditie celibatair geleefd heeft. Er bestaan naast bovennatuurlijke redenen ook verschillende praktische redenen voor het celibaat. Zo voorkomt het celibaat het ontstaan van priesterfamilies, waarin het priesterschap en kerkelijk bezit, van vader op zoon wordt overgedragen. Een celibataire priester is daarmee ook (geografisch) flexibeler in de loop van zijn gewijd leven. 
Het celibaat is in de 10e en 11e eeuw in de Latijnse of westerse kerk vaak geschonden geweest (zie nicolaïsme). Dit nicolaïsme ging vaak gepaard met simonie. Zowel Nicolaas II (1058-1061) als Gregorius VII (1073-1085) hebben beide fenomenen met succes bestreden (Gregoriaanse hervorming). In de vijftiende eeuw werd de katholieke kerk geleid door pausen die uit relaties met maîtresses diverse kinderen hadden (Innocentius VIII (1484-1492) en Alexander VI (1492-1503)). Ook de paus die het kerkelijk Concilie van Trente (1545-1563) startte, Paulus III (1534-1549), was vader van vier kinderen; de paus die het voortzette maar later weer schorste, Julius III (1550-1555), onderhield openlijk homoseksuele betrekkingen. Bij de afronding van het Concilie van Trente onder paus Pius IV (1559-1565), waarbij het doel voorop stond een einde te maken aan de misstanden in de katholieke kerk, is andermaal besloten dat geestelijken het celibaat moeten respecteren. 
In zijn encycliek Sacerdotalis caelibatus heeft Paus Paulus VI in 1967 nogmaals de argumenten uiteengezet die pleiten voor het verplichte celibaat in de Westerse Kerk.
Gedurende de laatste 50 jaar, maar ook daarvoor, is er binnen de Katholieke Kerk steeds discussie en reflectie geweest over het celibaat. Als bezwaar wordt gezien dat mannen op jonge leeftijd tot het celibaat worden gedrongen, terwijl ze de repercussies pas op latere leeftijd ten volle ervaren. In de jaren zestig en zeventig van de 20e eeuw leidde het onvermogen vast te houden aan kuisheidsgelofte tot uittredingen op grote schaal uit het priesterambt. Sommigen spraken zich uit tegen het celibaat, onder andere omdat het tot een tekort aan priesters zou leiden, anderen bleven het celibaat als een geschenk voor de Kerk en de samenleving beschouwen. In Nederland sprak het Pastoraal Concilie van de Nederlandse Kerkprovincie zich in 1970 expliciet uit tegen het celibaat. In de 21e eeuw is vaker een verband gelegd tussen het verplichte celibaat en het seksueel misbruik binnen de Rooms-Katholieke Kerk.
In een interview met La Repubblica zei Paus Franciscus in 2014 in antwoord op de vraag of het celibaat een groeiend probleem wordt in de Rooms-Katholieke Kerk dat het celibaat (ruim) negenhonderd jaar na de dood van Christus is ingesteld en geen dogma is. "Het probleem bestaat zeker, maar is niet zo omvangrijk. Er is tijd nodig, maar er zijn oplossingen en we zullen die vinden." In januari 2020 kreeg Paus Franciscus (Bergoglio) op deze vooruitstrevende instelling kritiek van zijn voorganger Joseph Ratzinger (Paus Benedictus XVI) die een hoofdstuk leverde voor het boek van kardinaal Sarah. Het boek behandelde onder andere het behoud van het celibatair leven van priesters. Hoewel Benedictus zich niet herkende in het boek van Sarah en zich ervan distantieerde, had het waarschijnlijk wel invloed.
Tijdens de synode van bisschoppen uit het Zuid-Amerikaanse Amazonegebied eind 2019 werd het voorstel gedaan oudere gehuwde mannen toe te laten tot het priesterambt om het priestertekort het hoofd te bieden. De verwachting was dat Franciscus hier positief op zou reageren. Na het uitkomen van het boek van Ratzinger en Sarah onthield Franciscus in 2020 zijn goedkeuring aan het voorstel, dit tot grote teleurstelling van progressieve krachten in de katholieke kerk.
In februari 2022 maakten enkele Duitse bisschoppen, onder wie de aartsbisschop van München-Freising, kardinaal Reinhard Marx, bekend voorstander te zijn van het versoepelen van de regels rond het celibaat van priesters. Zij vonden dit onder meer nodig om de ramp van het seksueel misbruik te boven te komen.

### Celibaat binnen de oosterse kerken
In de oosters-katholieke kerken en de orthodoxe kerken geldt sinds de 4e eeuw de regel dat bisschoppen enkel onder celibatairen, uit de monniken gekozen worden. Gehuwde mannen kunnen wel tot diaken of priester gewijd worden. Het priestercelibaat wordt overigens in de oosters-katholieke kerken hoog in ere gehouden. In de oosters-katholieke kerken wordt de pastorale bediening meestal toevertrouwd aan ongehuwde priesters en onderhouden vele priesters in feite de wet van het celibaat, met uitzondering van de Maronieten en de katholieke Armeniërs. In de oosters-katholieke kerken zijn de priesters die er vrijwillig voor gekozen hebben talrijk, vaak voortkomend uit hun contacten met Latijnse geestelijken en Jezuïeten. Alle oosters-katholieke kerken kennen echter minstens enkele gehuwde pastoors en andere (niet-monastieke, niet in religieuze congregatie verblijvende) geestelijken, ook in Oost-Europa waar de Byzantijns-katholieke kerken van oostelijk Slowakije en Oekraïne zelfs de priesteropvolging van vader en zoon kennen. In de oosters-orthodoxe en oriëntaals-orthodoxe kerken is het vrijwillige celibaat en de ongehuwde staat onder de parochiegeestelijken echter meer een uitzondering dan regel, hoewel zeker niet verboden.
Zowel in het Oosten als in het Westen leven de monniken een celibatair leven en mag degene, die het wijdingssacrament ontvangen heeft, daarna niet meer trouwen noch (als weduwnaar) hertrouwen. Normaal gesproken zijn in de Orthodoxe Kerk alle monniken celibataire priesters met uitzondering van gehuwde priesters die weduwnaar geworden, of eventueel van hun vrouw gescheiden, zijn. Zij trouwen altijd vóór het ontvangen van de wijding. Vaak ging het priesterschap in de oosterse kerken over van vader op zoon. De betekenis van een van de meest voorkomende achternamen in Griekenland (Papadopoulos) en in Servië (Popovic) is trouwens "priesterzoon".

### Kerken van de reformatie
Protestanten, Anglicanen en vrij-katholieken eisen van hun geestelijken geen celibaat. Rond 1845 ontstonden er in de Anglicaanse Kerk wel opnieuw kloosterorden. Ook in de zeldzame protestantse kloostergemeenschappen zoals Taizé en Grandchamp (in het Zwitserse Areuse) is het celibaat aanvaard.

### Oudkatholieke Kerk
In de Oudkatholieke Kerk is de verplichting van het celibaat voor priesters opgeheven; in Duitsland sinds 1874 en in Nederland sinds 1922.